# Trilogia Marathon
A trilogia Marathon é uma série de jogos de tiro em primeira pessoa, com ambientação de ficção científica, produzidos pela Bungie e originalmente lançados para Mac OS. O nome Marathon deriva da gigante nave interestelar presente no primeiro jogo. Os três jogos da série — Marathon (1994), Marathon 2: Durandal (1995) e Marathon Infinity (1996) — são amplamente considerados os predecessores dos jogos da série Halo.

## A Trilogia

### Marathon
Marathon, lançado em 21 de dezembro de 1994, foi um dos primeiros jogos do gênero a aparecer para Macintosh.

#### Enredo
O jogo se passa no ano de 2794, o jogador começa como um oficial de segurança enviado para responder um sinal de socorro transmitido da nave espacial U.E.S.C Marathon, que está em órbita próximo de uma colônia no planeta Ceti IV. Durante o jogo, o jogador tenta defender a nave (e sua tripulação) de uma raça de alienígenas escravizadores chamados Pfhor. A medida que o jogador luta contra os invasores, também presencia interações entra as três inteligências artificiais da nave (Leela, Durandal e Tycho), e descobe que nem tudo é o que parece a bordo: entre outros problemas, Durandal parece estar utilizando os humanos contra os Pfhor para um fim misterioso.

### Marathon 2: Durandal
Data de lançamento: 24 de novembro de 1995.

#### Enredo
Em Marathon 2: Durandal, a inteligência artificial conhecida como Durandal envia o jogador e alguns militares para investigar as ruínas de Lh'owon, planeta da raça S'pht, que fora escravizada pelos Pfhor. Lh'owon é descrito como um local paradisíaco, porém que se transformara em um mundo deserto após a guerra entre os clãs da raça S'pht e a subsequente invasão dos Pfhor. Não é mencionado a informação que está se buscando, porém é possível entender que os Pfhor planejam atacar a Terra e algo que está em Lh'owon poderia conter este avanço. Marathon 2 introduz à história do jogo vários elementos, tais como uma espécie nativa de Lh'owon conhecidos como F'lickta e a menção de uma antígua, misteriosa e muito avançada raça extraterrestre chamada Jjaro e um clã de Sp'ht que evitaram ser escravizados pelos Pfhor: os S'pht'Kr. No final do jogo, o jogador ativa o Thoth, uma antiga inteligência artifical Jjaro. Thoth, então conta os S'pht'Kr', que acabam por destruir a armada Pfhor.

### Marathon Infinity
Data de lançamento: 15 de outubro de 1996.

#### Enredo
Marathon Infinity, o jogo final da saga, inclui mais níveis que Marathon 2: Durandal e também uma história mais complexa. As únicas adições significativas para o jogo, similar ao anterior, foram: a adição de uma nave Jjaro, vários caminhos entre os níveis, armas que podem ser usadas debaixo d'água e humanos armados com armas de fusão e trajes especiais. O jogador atravessa múltiplas linhas do tempo, tentando descobrir qual W'rkncacnter (uma espécie de entidade caótica) não foi liberada do sol de 'Lh'owon'. Em uma linha de tempo, o jogador é obrigado a destruir Durandal, e na outra Durandal acaba se fundindo com Thoth. No final do jogo, uma antiga máquina Jjaro é ativada e impede que o W'rkncacnter escape.

## Desenvolvimento

### Lançamentos iniciais (1994–1999)
Marathon foi um dos primeiros jogos a incluir o recurso de mouselook, sendo capaz de usar o mouse do computador para direcionar a visão do jogador para cima e para baixo, bem como para a esquerda e direita na tela, o que se tornaria um padrão em jogos FPS.

### Desenvolvimentos modernos (2000–presente)
Em 2005, a Bungie autorizou o lançamento da trilogia Mac OS original completa para distribuição gratuita online, que combinada com Aleph One e os esforços da comunidade de fãs agora permite que toda a trilogia seja jogada de graça em qualquer plataforma suportada por Aleph One (Mac SO, Linux e Windows).
Em 2007, Marathon 2 foi relançado em uma forma atualizada como Marathon: Durandal para o Xbox 360 do Xbox Live Arcade. Possui um novo HUD que ocupa menos a tela, suporte para jogo online e sprites e texturas opcionais de alta resolução.